# Idaea uniformis
Idaea uniformis är en fjärilsart som beskrevs av Hans Reisser 1961. Idaea uniformis ingår i släktet Idaea och familjen mätare. Inga underarter finns listade i Catalogue of Life.